# Chimerarachnidae
Chimerarachnidae – wymarła rodzina pajęczaków z kladu Araneida, jedyna z monotypowego podrzędu Chimerarachnida. Obejmuje dwa rodzaje, Chimerarachne i Parachimerarachne. Ich zapis kopalny ograniczony jest do kredy. Zwierzęta te odznaczały się drobnymi rozmiarami ciała, nogogłaszczkami samca zmodyfikowanymi do przekazywania spermy oraz opistosomą (odwłokiem) z zachowanymi segmentacją i pygidium, dwoma parami w pełni wykształconych kądziołków przędnych i wieloczłonowym, biczykowatym telsonem.

## Morfologia

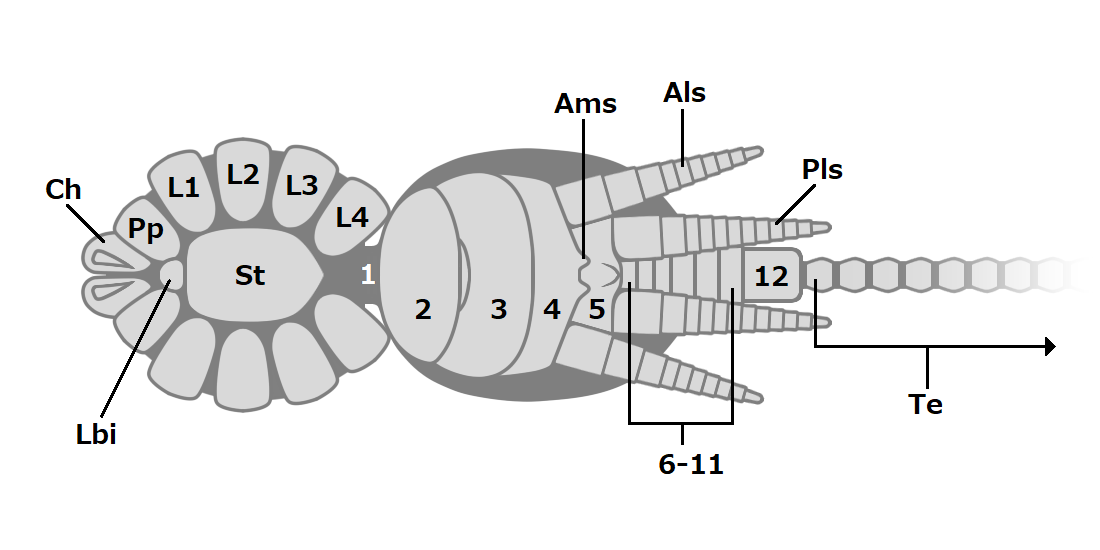
Spód ciała Chimerarachne yingi. Ch: szczękoczułek, Lbl: warga dolna, Pp: biodro nogogłaszczka, St: sternum, L1–L4: biodra odnóży, 1–12: segmenty opistosomy, Ams: kądziołki przędne pary przednio-środkowej, Als: kądziołki przędne pary przednio-bocznej, Pls: kądziołki przędne pary tylno-bocznej, Te: telson

Pajęczaki o mierzonym bez telsonu ciele długości od 2 do 2,8 mm.
Prosoma była szersza z tyłu i ku przodowi zwężona. Ośmioro oczu umieszczonych było blisko jej przedniej krawędzi, częściowo na wzgórkach. Człony nasadowe szczękoczułków ustawione były pionowo, niepowiększone i w widoku grzbietowym nie wystawały przed obrys karapaksu, przywodząc na myśl ustawienie labidogantyczne jak u pająków wyższych. Pazury szczękoczułków były jednak umieszczone równolegle i zwrócone wierzchołkami ku tyłowi jak w ustawieniu ortognatycznym występującym u Mesothelae i ptaszników. Pazury te były nagie, krótkie, grube i delikatnie zakrzywione. Nie wiadomo, czy występowały gruczoły jadowe – ich potencjalne ujścia są niedostrzegalne w inkluzjach tych pajęczaków. Nogogłaszczki samca podobnie jak u pająków zmodyfikowane były do przekazywania nasienia samicy. Stopa zmodyfikowana była w cymbium i zaopatrzona w bulbus z embolusem. W przeciwieństwie do Mesothelae i Opisthothelae cymbium podzielone było podłużnie na dwie części (gałęzie). Ponadto u Parachimerarachne nogogłaszczki miały zachowane nadstopia. U Chimerarachne aparat kopulacyjny posiadał dwie tępe apofizy, u Parachimerarachne zaś apofiz nie stwierdzono. U samicy nogogłaszczki były niezmodyfikowane. Odnóża były zwyczajnie wykształcone. Na nadstopiach i stopach znajdowały się nieliczne trichobotria. Stopy zwieńczone były trzema pazurkami. Pazurki parzyste oraz szpatułkowata przylga umieszczone były na onychium.
Prosoma połączona była z opistosomą (odwłokiem) wąskim łącznikiem (petiolusem) wykształconym z pierwszego segmentu tej drugiej. Kształt opistosomy zbliżony był do owalnego. Na jej wierzchu leżało siedem tergitów o prostych krawędziach przedniej i tylnej oraz zaokrąglonych krawędziach bocznych, na jej spodzie zaś siedem sternitów włącznie z wieczkami płucotchawek. W tyle opistosomy cztery segmenty tworzyły pygidium. Na tylnym końcu opsistosomy wyrastał wieloczłonowy, biczykowaty, dłuższy od ciała telson. U Chimerarachne budowało go około 30–50, a u Parachimerarachne około 70 członów. Zwierzęta przypuszczalnie utrzymywały go w postaci wyprostowanej ku tyłowi, jak współczesne głaszczkochody. Wyrastające spod krawędzi trzeciego sternitu kądziołki przędne pary przednio-bocznej były dobrze wykształcone, u Chimerarachne dziewięcioczłonowe. Kądziołki przędne pary przednio-środkowej nie były rozwinięte, jednak w ich miejscu obecna była para gruczołów przędnych. Dobrze wykształcone kądziołki przędne pary tylno-bocznej wyrastały spod krawędzi czwartego sternitu i u Chimerarachne budowało je jedenaście członów. Nie występowało siteczko przędne, natomiast u Chimerarachne pośrodku tylnej krawędzi czwartego sternitu stwierdzono V-kształtną strukturę przypominającą stożeczek.

## Taksonomia i ewolucja
Takson ten wprowadzony został przez Jörga Wunderlicha w 2019 roku. Obejmuje dwa opisane rodzaje:
- Chimerarachne Wang et al., 2018
- Parachimerarachne Wunderlich et Müller, 2022

Chimerarachne opisana została w 2018 roku na podstawie pięciu datowanych na cenoman inkluzji w bursztynie birmańskim przez dwa różne zespoły badawcze. Zespół Huang Diyinga sklasyfikował ją w blisko spokrewnionym z pająkami rzędzie Uraraneida. Odpowiedzialny za nadanie nazwy rodzajowej zespół Wang Bo umieścił ją jako bliższą pająkom niż Uraraneida. Stanowisko to poparł Jörg Wunderlich. W 2019 roku utworzył on dla owego rodzaju monotypową rodzinę Chimerarachnidae i umieścił ją w monotypowym podrzędzie Chimerarachnida w obrębie rzędu Araneida, określanego jako pająki w szerokim sensie. Taka klasyfikacja wiązała się z obniżeniem ściśle rozumianym pająkom (Araneae) rangi do podrzędu oraz obniżeniem rang Mesothelae i Opisthothelae do infrarzędów. Systematyka taka stosowana jest jednak głównie w pracach Wunderlicha, natomiast inni autorzy umieszczają Chimerarachnidae jako incertae sedis w obrębie rzędu pająków (Araneae). W 2022 roku Wunderlich i Patrick Müller opisali, również na podstawie inkluzji w burmicie, nowy rodzaj Parachimerarachne, wskutek czego Chimerarachnidae przestały być taksonem monotypowym.
Zapis kopalny Chimerarachnida ograniczony jest do środkowej części kredy, jednak ich bazalna pozycja względem ściśle rozumianych pająków wskazuje, że wyewoluowały znacznie wcześniej, przypuszczalnie w karbonie lub nawet w dewonie.